# Quitaque
Quitaque – miasto w Stanach Zjednoczonych, w stanie Teksas, w hrabstwie Briscoe.